# Psalidoma holubi
Psalidoma holubi es una especie de insecto coleóptero de la familia Chrysomelidae.
Fue descrita científicamente en 1899 por Spaeth.